# Mihálóczy Károly
Mihálóczy Károly (Nagyvárad, 1791 – Buda, 1854. december 14.) magyar nemesi származású nemzetőr alezredes.

## Élete
Hivatásának a katonai pályát választotta, 37 évig szolgált az osztrák–magyar hadseregben. Őrnagyi rangban nyugalmazták, Budán élt. Az 1848–49-es forradalom és szabadságharc idején újra fegyvert ragadott, s 1848. június 23-tól nemzetőr őrnagy Óbudán. 1848. júliustól egy nemzetőr-zászlóalj parancsnoka a bácskai hadtestnél, 1849. február 20-tól a szegedi hadosztályban. 1849. március 16-tól a 4. hadtestnél harcolt alezredesi rangban. 1849. május közepén visszatért a fővárosba, s kérte nyugdíjazását. A szabadságharc leverése után 1850-ben, Pesten a császári hadbíróság megfosztotta nyugdíjától. Fia, Mihalotzy Géza is részt vett a magyar szabadságharcban hadnagyi, főhadnagyi, majd századosi rangban. A szabadságharc bukása után Londonba, onnan pedig Amerikába emigrált. Az apa, Mihálóczy Károly itthon maradt, 1854-ben halt meg Budán.